# Frente de Libertação de Jammu e Caxemira

Bandeira usada pela organização

A Frente de Libertação de Jammu e Caxemira (em inglês:  Jammu Kashmir Liberation Front, JKLF) é uma organização separatista militante ativa nos territórios da Caxemira administrados pela Índia e pelo Paquistão. Foi fundada por Amanullah Khan, com Maqbool Bhat também creditado como co-fundador. Originalmente uma ala militante da Frente do Plebiscito de Azad Kashmir, a organização mudou oficialmente seu nome para Jammu Kashmir Liberation Front em Birmingham, Inglaterra, em 29 de maio de 1977; desde então até 1994, foi uma organização militante ativa da Caxemira. A organização primeiramente estabeleceu filiais em várias cidades e localidades do Reino Unido e outros países da Europa, bem como nos Estados Unidos e em todo o Oriente Médio. Em 1982, estabeleceu uma filial no território administrado pelo Paquistão de Azad Kashmir e, em 1987, estabeleceu uma filial no vale da Caxemira administrado pela Índia.
Depois de 1994, a ala na Caxemira administrada pela Índia, sob a liderança do separatista caxemire Yasin Malik, declarou um "cessar-fogo indefinido" e supostamente dissolveu sua ala militante. Em seguida, a organização se comprometeu a uma luta política para alcançar seu objetivo de independência para toda a região do antigo estado principesco de Jammu e Caxemira, tanto da Índia quanto do Paquistão. No entanto, a filial da organização em Azad Kashmir não concordou com essa mudança de direção e posteriormente se separou da ala do Vale da Caxemira. Em 2005, os dois grupos se fundiram novamente, mantendo a identidade original da organização.
Embora a Frente de Libertação de Jammu e Caxemira tenha apenas membros muçulmanos, ela é teoricamente secular. Continua a afirmar que uma Caxemira secular e independente - livre da Índia e do Paquistão - é seu objetivo final.  Apesar de ter recebido apoio na forma de armas e treinamento dos militares paquistaneses, considera o Paquistão uma 'potência de ocupação' e trava uma luta política contra este país em Azad Kashmir. 
A Frente de Libertação de Jammu e Caxemira no Vale da Caxemira foi oficialmente banida pelo governo indiano sob uma lei antiterrorismo aprovada em março de 2019 - um mês após o ataque em Pulwama pelo Jaish-e-Mohammed.